# Иньи (Верхняя Сона)
Иньи́ (фр. Igny) — коммуна во Франции, находится в регионе Франш-Конте. Департамент — Верхняя Сона. Входит в состав кантона Гре. Округ коммуны — Везуль.
Код INSEE коммуны — 70289.

## География
Коммуна расположена приблизительно в 300 км к юго-востоку от Парижа, в 33 км северо-западнее Безансона, в 34 км к юго-западу от Везуля.
По территории коммуны протекает река Кабри (фр. Cabry).

## Население
Население коммуны на 2010 год составляло 200 человек.
| 1962 | 1968 | 1975 | 1982 | 1990 | 1999 | 2010 |
| ---- | ---- | ---- | ---- | ---- | ---- | ---- |
| 181  | 157  | 161  | 158  | 151  | 148  | 200  |

## Администрация
| Период | Период | Фамилия       | Партия | Примечания |
| ------ | ------ | ------------- | ------ | ---------- |
| 2001   | 2008   | Даниель Мюзар |        |            |
| 2008   | 2014   | Жоэль Уден    |        |            |

## Экономика
В 2010 году среди 118 человек трудоспособного возраста (15—64 лет) 88 были экономически активными, 30 — неактивными (показатель активности — 74,6 %, в 1999 году было 65,6 %). Из 88 активных жителей работали 81 человек (46 мужчин и 35 женщин), безработных было 7 (2 мужчин и 5 женщин). Среди 30 неактивных 8 человек были учениками или студентами, 10 — пенсионерами, 12 были неактивными по другим причинам.

## Достопримечательности
- Церковь Свв. Петра и Павла (1738 год). Исторический памятник с 1987 года[3]
- Крест на старом кладбище (1781 год). Исторический памятник с 1989 года[4]
- Гранд-фонтан (Большой фонтан; 1849—1852 годы). Исторический памятник с 1990 года[5]